# Gianluca Lapadula
Gianluca Lapadula Vargas (Torino - 7 de fevereiro de 1990) é um jogador de futebol profissional ítalo-peruano que joga como atacante no Spezia e na seleção peruana.
Nascido na Itália, tendo pai italiano e mãe peruana, Lapadula já representou o Peru e a Itália.

## Biografia
Nasceu em Torino em 7 de fevereiro de 1990, filho de Gianfranco Lapadula da região da Apúlia e Blanca Aida Vargas Higinio do Peru. Ele tem um irmão chamado David, que também era atacante nas ligas amadoras inferiores. Nascido na Itália, filho de pai italiano e mãe peruana, Lapadula representa o Peru internacionalmente.
Apelidado de Lapagol, devido à sua destreza no gol, e Sir William - em referência a William Wallace - por seu temperamento forte.

Atacante dinâmico, Lapadula é um atacante tenaz e fisicamente forte, que se destaca pelo temperamento; devido à sua versatilidade, ele pode jogar como avançado-centro, e também pode adaptar-se a papéis mais criativas, como um segundo atacante ou ala em ambos os flancos, cortesia de suas qualidades técnicas sólidas, bem como sua capacidade de ambos pontuação e assistir gols. Um finalizador excepcionalmente preciso e poderoso, ele também tem um forte pé esquerdo e um olho para o gol.

### Início de carreira
Começou sua carreira na Juventus antes de estrear em 2004 porque não estava indo bem nos estudos. Depois disso, ele se mudou para Collegno Paradiso, então foi emprestado para Treviso em 2006. Ele voltou ao Piemonte para o Pro Vercelli da Serie C2 em 31 de agosto de 2007. Ele era um jogador da reserva. Na temporada 2008-09, ele partiu para a Lega Pro Seconda Divisione (ex-Serie C2) do lado de Ivrea, e foi selecionado para a segunda divisão da Lega Pro. Uma equipe representativa do Torneio Quadrangular Lega Pro e marcou um gol contra a 2ª Div. Equipe representativa C na partida do terceiro lugar. Eventualmente, o Grupo A terminou como o terceiro. Em agosto de 2009 ele foi contratado pelo Parma e passou uma temporada com sua equipe Primavera . Em julho de 2010 partiu para o Atlético de Roma .

#### Empréstimos para o Atlético Roma e Cesena
Lapadula fez sua estreia pelo Atlético de Roma em 8 de agosto de 2010, na rodada preliminar da Coppa Itália, perdido na prorrogação (1-2). Em janeiro de 2011, ele partiu para Ravenna . Ele concluiu a temporada 2011-12 como o artilheiro do Grupo A com 24 gols.
Em 15 de junho de 2012, Lapadula ingressou no Cesena, clube da Serie B, em co-propriedade, assinando um contrato de cinco anos. Lapadula não jogou regularmente pelo Cesena e, em 8 de janeiro de 2013, foi contratado pelo Frosinone . Em julho de 2013, a co-propriedade entre Cesena e Parma foi resolvida e Lapadula voltou para Parma.

#### Empréstimos para Gorica e Teramo
Lapadula foi emprestado ao clube esloveno ND Gorica em 1 de julho, junto com Bright Addae, Daniele Bazzoffia, Uroš Celcer, Massimo Coda, Alex Cordaz, Sebestyén Ihrig-Farkas, Alen Jogan, Floriano Vanzo e Fabio Lebran . Os negócios foram finalizados em 12 de julho.
Em julho de 2014, ele foi emprestado ao Teramo, onde marcou 21 gols e ajudou o clube a alcançar a promoção para a Série B, então cancelado em agosto de 2015 pelo julgamento final da Federação Italiana de Futebol, devido à manipulação de resultados por parte do presidente do Teramo, Luciano Campitellii, na penúltima rodada do campeonato na partida contra o Savona .

### Pescara
Após a falência do Parma Lapadula foi libertado por transferência gratuita e, em julho de 2015, foi assinado pelo Pescara na Série B por um contrato de quatro anos. Na temporada 2015-16, ele marcou 30 gols em 43 partidas (incluindo três gols em tantas partidas nos playoffs), sem marcar nenhum pênalti, ganhando a honra de artilheiro da segunda divisão italiana.

### Milão
Em 24 de junho de 2016, Lapadula passou no exame médico com o AC Milan, que teria pago a Pescara € 9 milhões mais bônus pela transferência, enquanto o jogador assinou um contrato de cinco anos. Ele fez sua estreia pelo Milan em 27 de agosto de 2016, entrando como substituto aos 86 minutos durante uma derrota por 4-2 fora para o Napoli na Serie A. Ele marcou seu primeiro gol pelo Milan e na Serie A em 6 de novembro de 2016 na vitória por 2 a 1 fora de casa contra o Palermo, três minutos depois de entrar como substituto para Carlos Bacca . Em 26 de novembro, Lapadula marcou seus primeiros dois gols na Série A, na vitória por 1-4 fora de casa contra o Empoli . Ele terminou a temporada 2016-17 com 8 gols em 27 jogos, dois dos quais foram marcados de pênalti.

### Génova
Em 18 de julho de 2017, Lapadula mudou-se para o Génova, com um empréstimo de uma temporada com a obrigação de tornar o negócio permanente. A taxa total de transferência foi de 13 € milhões (empréstimo de 2 milhões de euros + 11 milhões de euros de forma definitiva  ), que foi a assinatura mais cara de todos os tempos de Gênova.

#### Empréstimo para Lecce
Em 12 de julho de 2019, ele foi emprestado ao Lecce, novato na Série A.

### Benevento
Em 2 de setembro de 2020, Lapadula assinou com a Benevento um contrato de 3 anos.

## Carreira internacional
Devido à sua herança familiar, Lapadula pode jogar pela Itália e Peru . Ele havia sido convocado pelo Peru para a Copa América Centenário, mas não havia decidido oficialmente que seleção internacional representaria. Em 7 de novembro de 2016, ele foi convocado para a seleção principal da Itália pela primeira vez para uma partida de qualificação para a Copa do Mundo da FIFA 2018 contra o Liechtenstein e um amistoso contra a Alemanha, substituindo o atacante do Napoli , Manolo Gabbiadini .
Em 31 de maio de 2017, Lapadula marcou um hat-trick para a seleção italiana de futebol B em um amistoso contra San Marino .
Em 30 de outubro de 2020, Lapadula foi convocado por Ricardo Gareca para a seleção principal do Peru para as eliminatórias da Copa do Mundo da FIFA de 2022 contra o Chile e a Argentina . Ele fez sua estreia no dia 13 de novembro de 2020, como reserva na partida contra o Chile.
Em 23 de junho de 2021, ele marcou seu primeiro gol internacional sênior pelo Peru em um empate 2–2 contra o Equador na primeira rodada da Copa América de 2021, mais tarde também auxiliando o gol de André Carrillo.
| No. | Date         | Venue                                            | Opponent | Score | Result | Competition          |
| --- | ------------ | ------------------------------------------------ | -------- | ----- | ------ | -------------------- |
| 1   | 23 June 2021 | Estádio Olímpico Pedro Ludovico, Goiânia, Brazil | Equador  | 1–2   | 2–2    | Copa América de 2021 |

| Peru  |      |       |
| Ano   | Apps | Metas |
| 2020  | 2    | 0     |
| 2021  | 5    | 1     |
| Total | 7    | 1     |